# グレファス
株式会社グレファスは北海道札幌市中央区に本社を置く化粧品会社で木幡グループの会社。

## 概要
現在はテレビショッピング他、ネット通販で販売しており、店頭販売はしていない。